# Noël Goutard
Noël Goutard, né à Casablanca (Protectorat français au Maroc) le 22 décembre 1931 et mort à Paris le 17 décembre 2020,, est un chef d'entreprise français.
Il a occupé des fonctions de dirigeant dans plusieurs groupes industriels comme Pfizer, Schlumberger et Thomson. Il a été PDG de Valeo de 1987 à 2000, qu'il développe en devenant un fournisseur important des constructeurs allemands et japonais pour s'affranchir de la tutelle des groupes hexagonaux Renault et PSA

## Biographie
Noël Goutard est né à Casablanca le 22 décembre 1931. Il est le deuxième des onze enfants d'Antoine Goutard, industriel en tannerie.
Après avoir obtenu une licence en droit, Noël Goutard s'installe à New York et débute en 1960 comme analyste financier chez Warner Lambert. Deux ans plus tard, il est nommé directeur Afrique de Pfizer, poste qu'il occupe jusqu'en 1966.
De retour en France, Noël Goutard prend la direction de Gevelot de 1966 à 1976. En 1971, il est chargé de redresser la Compagnie des compteurs, passé sous le contrôle de Schlumberger un an plus tôt. Cette expérience lui vaut une réputation de redresseur d'entreprises efficace et brutal et le surnom de « boucher de Montrouge » qui le suivra le reste de sa carrière. Il devient directeur général adjoint de Chargeurs de 1976 à 1983. Noël Goutard exerce ensuite la direction de Thomson SA jusqu'en 1986.
En 1987, Noël Goutard est nommé à la tête de Valeo. L'entreprise qui venait de perdre 400 millions de francs pour un chiffre d'affaires annuel de 6 milliards de francs traverse alors une période de grande difficulté. Noël Goutard restructure l'entreprise et mène une politique active de croissance externe et d'internationalisation qui place l'équipementier français parmi les leaders mondiaux.
En 2000, Noël Goutard quitte la direction de Valeo. Il conserve jusqu'en 2003 la présidence du conseil de surveillance de l'entreprise. Après avoir créé sa société de capital développement NG Investments, il a été associé du fonds LBO France de 2001 à 2004.
Contrairement à la plupart des grands patrons français, il n'a pas fait d'études poussées, mais simplement une licence de droit, mais édicte pourtant une règle interdisant de passer cadre tout salarié n'ayant pas un niveau baccalauréat+4, alors que c'était son propre cas. 
Il est particulièrement connu comme le modèle de patron du management par le stress n'hésitant pas à déclarer dans une conférence baptisée « Réussir par la fermeté » qu'il fallait que les gens arrivent « la peur au ventre ». « Ceux qui ne sont pas formables doivent partir ». Il sert de modèle à de nombreux patrons pendant une vingtaine d'années jusqu'à ce que le management par le stress soit considéré comme contre-productif et remplacé par le management de l'humain
Il a publié L'Outsider : chronique d'un patron hors norme en 2005 aux éditions Village mondial, dans lequel il retrace son parcours.
Marié à Dominique Goutard, il est le père de deux enfants dont la journaliste Audrey Goutard.

## Ouvrage
- Noël Goutard, L'Outsider : chroniques d'un patron hors normes, Village mondial, coll. « Management », 2005, 216 p. (ISBN 978-2-7440-6164-6, présentation en ligne).